# Showroom of Compassion
Showroom of Compassion é o sexto álbum de estúdio da banda Cake, lançado em 11 de janeiro de 2011. Produzido pela banda, esse é o primeiro álbum independente. O estilo musical de Showroom of Compassion está baseado no rock alternativo.
O álbum foi o primeiro da banda desde o lançamento de Pressure Chief em 2004, o maior intervalo entre a data de dois álbuns de estúdio consecutivos pelo Cake. Ele estreou no número um na Billboard 200 durante uma semana, tornando-se o primeiro álbum da banda a conseguir tal feito.

## Alinhamento de faixas
| N.º | Título                                       | Compositor(es)        | Produtor(es) | Duração |  |
| 1.  | "Federal Funding"                            | McCrea/McCurdy/Nelson | Cake         | 3:50    |  |
| 2.  | "Long Time"                                  | McCrea/DiFiore        | Cake         | 4:36    |  |
| 3.  | "Got to Move"                                | McCrea                | Cake         | 3:40    |  |
| 4.  | "What's Now Is Now" (cover de Frank Sinatra) | Gaudio/Holmes         | Cake         | 3:37    |  |
| 5.  | "Mustache Man (Wasted)"                      | McCrea/McCurdy/Nelson | Cake         | 4:04    |  |
| 6.  | "Teenage Pregnancy"                          | McCrea                | Cake         | 2:41    |  |
| 7.  | "Sick of You"                                | McCrea/McCurdy        | Cake         | 3:18    |  |
| 8.  | "Easy to Crash"                              | McCrea                | Cake         | 4:08    |  |
| 9.  | "Bound Away"                                 | McCrea/Nelson         | Cake         | 3:25    |  |
| 10. | "The Winter"                                 | McCrea/DiFiore        | Cake         | 4:06    |  |
| 11. | "Italian Guy"                                | McCrea                | Cake         | 3:11    |  |

## Desempenho nas paradas musicais

### Posições
| Chart (2011)                      | Melhor posição |
| --------------------------------- | -------------- |
| Canadian Albums Chart             | 15             |
| Greek Albums Chart                | 75             |
| US Billboard 200                  | 1              |
| U.S. Billboard Alternative Albums | 1              |
| U.S. Billboard Independent Albums | 1              |
| U.S. Billboard Rock Albums        | 1              |